# Ananga Ranga

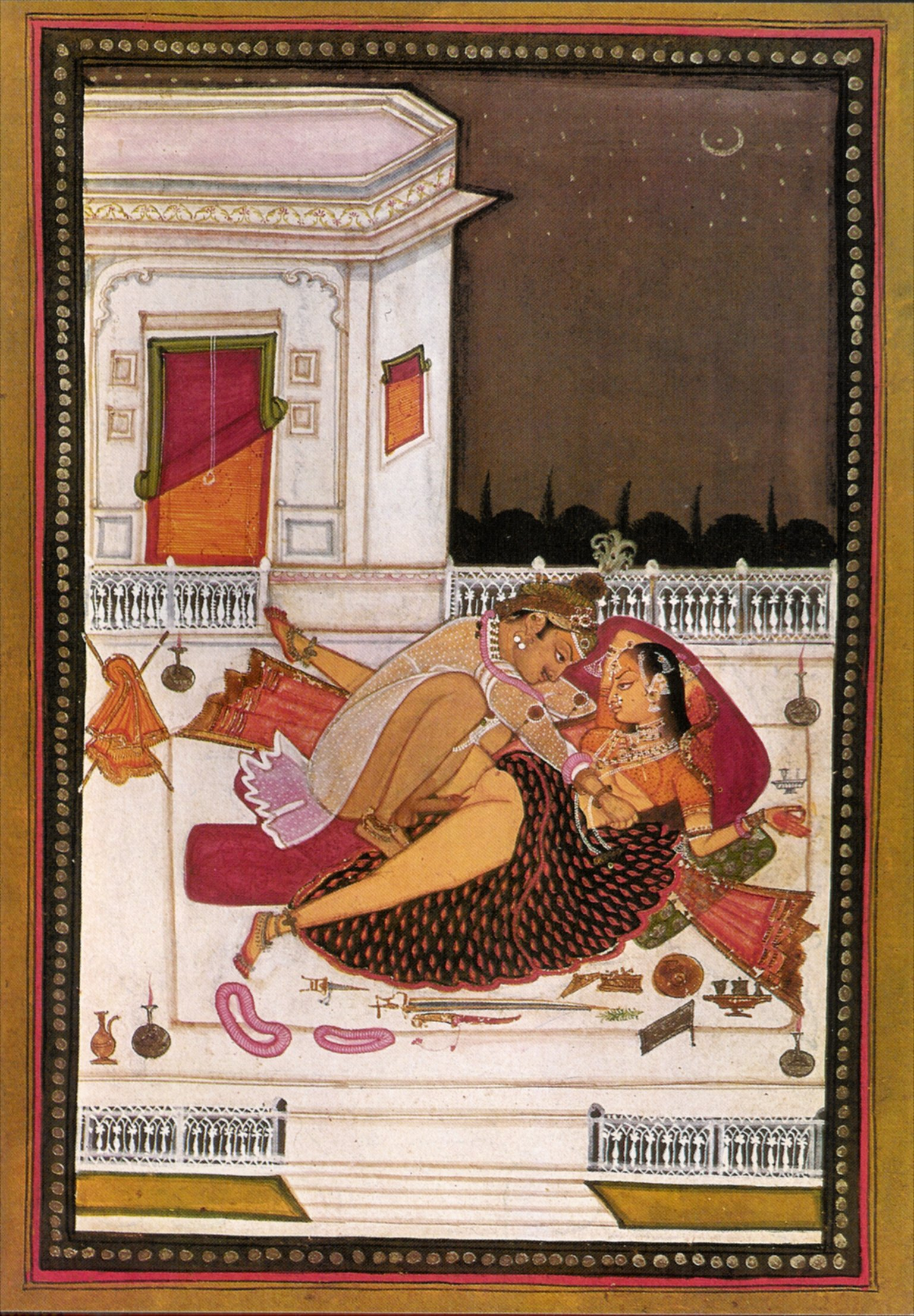
Darstellung eines Sexualaktes

Das Ananga Ranga (Bühne der Liebe) (auch Anunga Runga) wurde von Kalyanmalla (auch Kalyanamalla oder Kullianmull) im 15. oder 16. nachchristlichen Jahrhundert verfasst. Das Werk ist auch als Kamaledhiplava (Boot im Meer der Liebe) bekannt. Der Dichter schrieb das Werk zu Ehren von Lad Khan, Sohn von Ahmed Khan Lodi. Lad Khan war auch als Ladana Mull und Ladanaballa bekannt und herrschte über Jaunpur. Er stand in Beziehung zur (oder war verwandt mit der) Lodi-Dynastie, die von 1451 bis 1526 in Indien herrschte.

## Das Werk
Das Ananga Ranga ist ein Kommentar des Ratirahasya in 10 Kapiteln und wurde 1885 von Sir Richard Francis Burton ins Englische übersetzt.
Befriedigung und Genuss kommen für einen Mann durch den Besitz einer schönen Frau. Männer heiraten wegen der ungestörten Zusammenkunft, der Liebe und Bequemlichkeit und sie bekommen oft schöne und attraktive Frauen. Aber sie geben ihnen nicht uneingeschränkte Zufriedenheit noch erfreuen sie sich gründlich an ihren Reizen. Der Grund liegt in ihrer Ignoranz der Schriften des Kamashastra und der Geringschätzung der verschiedenen Arten von Frauen. Diese Männer betrachten Frauen nur von der Perspektive eines Tieres. Sie sind töricht und geistlos. Das Werk soll Leben und Liebe davor beschützen, derart verschwendet zu werden.
Der Autor möchte mit seinem Werk zeigen, dass eine Frau für einen Mann ausreicht. Dazu werden Anleitungen gegeben, mit denen ein Ehemann die Liebe seiner Ehefrau durch sexuelle Vergnügungen fördern kann. Der Ehemann soll durch sexuelle Variationen seine Frau und sich erfreuen, so dass das Leben mit ihr gleich ist wie mit 32 verschiedenen Frauen. Durch die immer neu variierten sexuellen Genüsse, ist sie fähig Harmonie herzustellen und so wird verhindert, dass sich die Eheleute überdrüssig werden. Neben dem ausführlichen Katalog sexueller Positionen, um beide Partner zu erregen, liegt im Ananga Ranga ein großes Gewicht auf dem Vorspiel und der Verlockung. Zum Beispiel schreibt der Autor, dass der sexuelle Appetit einer Frau kurz vor und nach der Menstruation am größten sei.

## Inhalt
Die Kapitel in der Übersetzung von Sir R. F. Burton sind:
- - Kapitel 1 – Von den vier Klassen von Frauen
  - Kapitel 2 – Von den verschiedenen Arten der Leidenschaft in Frauen
  - Kapitel 3 – Über die verschiedenen Arten von Männern und Frauen
  - Kapitel 4 – Beschreibung der allgemeinen Qualitäten, Eigenschaften, Temperamente etc. der Frauen
  - Kapitel 5 – Eigenschaften der Frauen von verschiedenen Ländern
  - Kapitel 6 – Sich mit Vashikarana befassen
  - Kapitel 7 – Von den verschiedenen Zeichen Männern und Frauen
  - Kapitel 8 – Sich mit äußerlichen Vergnügungen befassen
  - Kapitel 9 – Sich mit inneren Vergnügungen in seinen verschiedenen Formen befassen
  - Appendix I – Astrologie in Verbindung mit Heirat
  - Appendix II – (Einige Rezepte für medizinische Zwecke)

## Ausgaben (Auswahl)
- Sir Richard Burton: Ananga Ranga – The Hindu Art of Love. Vision/Orient Paperbacks, 1998, ISBN 81-222-0227-6 (englisch).
- Sir Richard Burton: The Illustrated Kama Sutra. Ananga-Ranga and Perfumed Garden. Park Street Press, 1991, ISBN 0-89281-441-1 (englisch).
- Kalyana Malla: The Hindu Art of Love: A Translation of the Ananga Ranga. Pilgrims Publishing, Kathmandu, Nepal 2000, ISBN 81-7769-002-7 (englisch).
- Kalyanamalla: Ananga Ranga. Mestas Ediciones, 2006, ISBN 978-84-95994-43-1 (spanisch).
- Kalyana Malla: Ananga Ranga. Longseller S.A., 2005, ISBN 987-550-567-6 (englisch).
- Kalyana Malla: Ananga Ranga. Giron Spanish Books Distributors, 2006, ISBN 970-666-116-6 (spanisch).
- Kalyāṇamalla: Ananga Ranga: Orientalische Liebeslehre. Goldmann Verlag, München 1985, ISBN 3-442-06770-7.
- Kalyanamalla: Illustrated Kalyanamallas Anangaranga: An Indian erotic. In: Chaukhambha Oriental Research Studies. Chaukhambha Orientalia, 1983 (Sanskrit, Sanskrit mit englischer Übersetzung).
- Kalyāṇamalla, H.S. Gambers, Sivalenka Rama: Ananga Ranga: Stage of the Bodiless One. The Hindu Art of Love. Medical Press of New York, New York 1964 (englisch).
- Kalyanamalla, Eduard Kolb, Julius Weltmann: Der Ananga-Ranga des Kalyana Malla. Karl Schustek Verlag, 1964.
- F. Leiter/H. H. Thal.: Liebe im Orient. Schneider & Co, Wien & Leipzig 1929 (3 Bände: I. Das Kamasutram des Vatsyayana. Mit Anhang Das Erotische in der indischen Kunst. II. Anangaranga. Die Bühne des Liebesgottes. III. Der duftende Garten des Scheik Nefzaui.).
- Sandhya Mulchandani: Erotic Literature of Ancient India : Kama Sutra, Koka Shastra, Gita Govindam and Ananga Ranga. Roli Books, New Delhi 2006, ISBN 81-7436-384-X (englisch).
- S. N. Prasad: Illustrated Kalyananakk's Anangaranga. An Indian Erotic. In: Chaukhambha Oriental Research Series. Nr. 24. Varanasi: Chaukhambha Orientalia, 1983 (Sanskrit, Sanskrit Text mit englischer Übersetzung).
- P. Thomas: Anangaranga. Simon & Wahl, 2004, ISBN 978-3-923330-91-1.